# Ингибитор рибонуклеазы
Ингиби́тор рибонуклеа́зы (ИР, англ. Ribonuclease inhibitor, RI) — большой, кислый, богатый лейцином белок, образующий стабильные комплексы с определёнными рибонуклеазами.

## Описание
Это важный клеточный белок, составляющий около 0.1% от всего количества белков клетки по массе, играет важную роль в регулировании продолжительности жизни РНК. Богат на цистеин (ок. 6.5% в отличие от большинства белков – 1.7%), а также на лейцин (21.5%) за счёт уменьшения количества других гидрофобных аминокислот, особенно валина, изолейцина, метионина, тирозина, фенилаланина; чувствителен к окислению.